# Etheostoma striatulum
Etheostoma striatulum és una espècie de peix de la família dels pèrcids i de l'ordre dels perciformes.

## Morfologia
- Pot assolir els 5,6 cm de llargària màxima,[4] tot i que la seua mida normal és de 3,8.[5]
- Longevitat de 2 anys.[5]

## Reproducció
Té lloc des de mitjans del març fins a principis del maig: els ous són dipositats agrupats a sota de pedres i custodiats pels mascles. La maduresa sexual és assolida en un any i pocs individus viuen el suficient temps per a una segona temporada de fresa.

## Alimentació
Menja larves de mosquits i microcrustacis.

## Hàbitat
És d'aigua dolça, bentopelàgic i de clima subtropical (37°N-35°N).

## Distribució geogràfica
Es troba a Nord-amèrica: els gorgs, els rierols i la capçalera de la conca del riu Duck a cinc comtats del centre de Tennessee (els Estats Units).

## Estat de conservació
Les seues principals amenaces són la degradació del seu hàbitat a causa de les males pràctiques agrícoles (com ara, l'abocament directe dels fems del bestiar als rierols on viu, la qual cosa causa l'exhauriment de l'oxigen de l'aigua) i la sedimentació.

## Observacions
És inofensiu per als humans.